# Claire L. Evans
Claire L. Evans   (1985) és una cantant, escriptora i artista estatunidenca que viu a Los Angeles. És la cantant principal del duo de pop dance Yacht. És membre del col·lectiu feminista Deep Lab i la creadora de l'aplicació mòbil 5 Every Day.

## Biografia
Evans es va unir a Yacht el 2008 i ha gravat quatre àlbums,: See Mystery Lights, Shangri-La, I Thought the Future Would Be Cooler i Chain Tripping amb Bechtolt. Coneguda com a intèrpret pel seu personatge andrògin a l'escenari, The New York Times la va anomenar «la nova Annie Lennox». El periodista musical de la National Public Radio, Bob Boilen, s'hi va referir com «una de les intèrprets més sorprenents que he vist en una banda de rock».
Evans també és periodista i autora de Broad Band: The Untold Story of the Women Who Made the Internet i d'un blog de ciència i cultura popular titulat Universe, allotjat a la xarxa Scienceblogs de National Geographic Chane. També escriu per a Vice, The Guardian, Wired i Aeon. L'agost de 2013, es va convertir en l'editora en cap d'Omni Reboot, una nova versió en línia de la revista científica Ooni.

## Obra publicada
- Broad Band, Penguin Random House, 2018. ISBN 9780735211759[11][12]
- Terraform: Watch/Worlds/Burn, MCD x FSG Originals, Farrar, Straus and Giroux, New York, 2022. ISBN 9780374602666[13][14]